# Martin Gallus (Theologe)
Martin Gallus, eigentlich Martin Hahn (lat.: Gallus = Hahn) (* vor 1550 in Bunzlau; † 1581) war ein evangelischer Theologe im 16. Jahrhundert.

## Leben
Peter Ulner, Abt des Klosters Berge, holte den aus Bunzlau stammenden Gallus an die Schule des südlich von Magdeburg gelegenen Klosters, wo Gallus die Funktion des Rektors übernahm. 1563 wurde Gallus als Prediger für die zum Kloster Berge gehörenden Gemeinden Fermersleben und Buckau eingesetzt. Er wurde erster evangelischer Prediger der Gemeinden, nachdem diese wie auch das Kloster Berge 1565 evangelisch geworden waren. Die erste evangelische Predigt in Fermersleben erfolgte am 9. September 1565. Das Predigeramt soll er bis 1578 innegehabt haben. Seine Bezüge betrugen jährlich 26 Taler, 2 Hemden, 1 Paar Schuhe und „freie Station“. Zum Gottesdienst nach Fermersleben wurde er, seitdem die Fermersleber Kirche 1570 nach einer vorhergehenden Zerstörung wiederhergestellt worden war, mit Pferd und Wagen vom Kloster Berge abgeholt und danach wieder dorthin gebracht.
1567 wurde Gallus Diakon am Magdeburger Dom, wo er im Zuge der Einführung der Reformation am Dom Hilfsprediger der neu eingesetzten Siegfried Sack und Christoph Wickmann geworden war. Die Funktion als Rektor gab er nach der Übernahme der Hilfspredigerfunktion an Heinrich Homelius ab. 1569 heiratete er Sophia Rosenthal. Bei der Einführung der Reformation an der Magdeburger Sankt-Nikolai-Kirche hielt er 1573 sonntags jeweils zwischen sechs und sieben Uhr den evangelischen Gottesdienst. 1578 gab Gallus das Amt als Pfarrer von Fermersleben ab.
Das Amt des Diaconus am Magdeburger Dom versah Gallus bis zu seinem Tod 1581.

## Ehrungen
Seit 1928 heißt die Fermersleber Kirche auf Antrag des Gemeindekirchenrates im Gedenken an ihren ersten evangelischen Prediger Martin-Gallus-Kirche. Die Stadt Magdeburg gab einer Straße im Stadtteil Fermersleben den Namen Martin-Gallus-Weg.